# Doto greenamyeri
Doto greenamyeri — вид морских слизней, голожаберных моллюсков, морских брюхоногих семейства Dotidae

## Распространение
Этот вид был описан по образцам с 20-метровой глубины возле острова Самараи в проливе Квато, провинция Милн-Бей, Папуа-Новая Гвинея. Обнаружен также в водах Индонезии

## Описание
Тело этого голожаберного моллюска полупрозрачно-белое, у взрослых особей видны розовые овотестисы. Вдоль средней линии спины проходит продольная полоса коричневого пигмента, которая на голове раздваивается и ведет к коричневым ринофорам. Цераты имеют характерную форму, без бугорков, но с рядом приподнятых колец на внешних поверхностях. На внутренних поверхностях имеются густые белые псевдоветви, а на вершинах приподнятых колец имеются коричневые линии с оранжевой окантовкой. Максимальная длина составляет 15 мм.

## Экология
Doto greenamyeri встречается на колониях гидроидных полипов семейства аглаофениид.